# Jessie Aney
Jessie Aney (Rochester, 19 aprile 1998) è una tennista statunitense.

## Carriera
Jessie Aney ha vinto 3 titoli in singolare e 22 titoli in doppio nel circuito ITF. Il 17 luglio 2023 ha ottenuto il suo best ranking nel singolare piazzandosi alla 343ª posizione, mentre il 24 luglio 2023 ha raggiunto il miglior piazzamento mondiale nel doppio alla 112ª posizione.

## Statistiche WTA

### Doppio

#### Sconfitte (1)
| Legenda              |
| -------------------- |
| Grande Slam (0)      |
| Argenti Olimpici (0) |
| WTA Finals (0)       |
| WTA Elite Trophy (0) |
| Dal 2021             |
| WTA 1000 (0)         |
| WTA 500 (0)          |
| WTA 250 (1)          |

| N. | Data           | Torneo                         | Superficie  | Compagna     | Avversarie in finale          | Punteggio        |
| 1. | 23 luglio 2023 | Hungarian Grand Prix, Budapest | Terra rossa | Anna Sisková | Katarzyna Piter Fanny Stollár | 2-6, 6-4, [4-10] |

## Statistiche ITF

### Singolare

#### Vittorie (3)
| Torneo $100.000 (0) |
| Torneo $80.000 (0)  |
| Torneo $60.000 (0)  |
| Torneo $40.000 (0)  |
| Torneo $25.000 (0)  |
| Torneo $15.000 (3)  |

| N. | Data            | Torneo                                                 | Superficie  | Avversaria            | Punteggio        |
| 1. | 11 aprile 2021  | Shymkent ITF Women's International Tournament, Şımkent | Terra rossa | Evialina Laskevič     | 6-4, 6-2         |
| 2. | 18 aprile 2021  | Shymkent ITF Women's International Tournament, Şımkent | Terra rossa | Tamara Čurović        | 5-7, 7-6(6), 6-0 |
| 3. | 13 ottobre 2024 | Mysuru ITF Open, Mysore                                | Cemento     | Shrivalli Bhamidipaty | 3-6, 6-3, 7-6(6) |

#### Sconfitte (4)
| Torneo $100.000 (0) |
| Torneo $80.000 (0)  |
| Torneo $60.000 (1)  |
| Torneo $40.000 (0)  |
| Torneo $25.000 (0)  |
| Torneo $15.000 (3)  |

| N. | Data            | Torneo                                    | Superficie  | Avversaria         | Punteggio     |
| 1. | 8 novembre 2020 | Jolie Ville Golf Women's, Sharm el-Sheikh | Cemento     | Iryna Šymanovič    | 3-6, 5-7      |
| 2. | 9 luglio 2023   | Liepajas Tenisa Sporta Skola, Liepāja     | Terra rossa | Darja Semeņistaja  | 4-6, 4-6      |
| 3. | 10 marzo 2024   | Brossard Women's, Brossard                | Cemento (i) | Catherine Harrison | 6-4, 1-6, 3-6 |
| 4. | 17 marzo 2024   | Montreal Women's, Montréal                | Cemento (i) | Jessica Failla     | 4-6, 3-6      |

### Doppio

#### Vittorie (22)
| Torneo $100.000 (1) |
| Torneo $80.000 (0)  |
| Torneo $60.000 (4)  |
| Torneo $40.000 (4)  |
| Torneo $25.000 (8)  |
| Torneo $15.000 (5)  |

| N.  | Data              | Torneo                                       | Superficie  | Partner                | Avversarie                                   | Punteggio           |
| 1.  | 6 marzo 2021      | MTA Open Series, Adalia                      | Terra rossa | Ingrid Gamarra Martins | Jang Su-jeong Park So-hyun                   | 6-2, 6-2            |
| 2.  | 12 giugno 2021    | Lyttos Beach ITF Pro Circuit, Heraklion      | Terra rossa | Michaela Bayerlová     | Nicole Khirin Shavit Kimchi                  | 6–4, 6–4            |
| 3.  | 19 giugno 2021    | Antalya Series, Adalia                       | Terra rossa | Christina Rosca        | Costanza Traversi Andreea Velcea             | 6-1, 6-0            |
| 4.  | 24 luglio 2021    | ITS Cup, Olomouc                             | Terra rossa | Anna Sisková           | Bárbara Gatica Rebeca Pereira                | 6-1, 6-0            |
| 5.  | 4 giugno 2022     | Carinthian Ladies Lakes Trophy, Annenheim    | Terra rossa | Lena Papadakis         | Martha Matoula Arina Vasilescu               | 1-6, 6-3, [11-9]    |
| 6.  | 10 giugno 2022    | Carinthian Ladies Lake's Trophy, Pörtschach  | Terra rossa | Anna Sisková           | Jenny Dürst Weronika Falkowska               | 6-3, 6-4            |
| 7.  | 2 ottobre 2022    | Krka Open Otocec, Otočec                     | Terra rossa | Anna Sisková           | Irina Chromačëva Iryna Šymanovič             | 3-0, rit.           |
| 8.  | 8 ottobre 2022    | ForteVillage ITF Trophy, Pula                | Terra rossa | Sapfo Sakellaridi      | Camilla Rosatello Aurora Zantedeschi         | 7-6(1), 6-4         |
| 9.  | 21 ottobre 2022   | ForteVillage ITF Trophy, Pula                | Terra rossa | Sapfo Sakellaridi      | Nuria Brancaccio Angelica Moratelli          | 7-6(2), 7-5         |
| 10. | 21 gennaio 2023   | PAF Open, Tallinn                            | Cemento (i) | Anna Sisková           | Freya Christie Ali Collins                   | 6-4, 6(3)-7, [10-7] |
| 11. | 11 marzo 2023     | Graystone ITF Challenger Driven, Fredericton | Cemento (i) | Dalayna Hewitt         | Quinn Gleason Jamie Loeb                     | 7-6(2), 6-4         |
| 12. | 22 aprile 2023    | Guayaquil Bank Cup, Guayaquil                | Terra rossa | Sofia Sewing           | Noelia Bouzo Zanotti Ani Vangelova           | 6-0, 6-2            |
| 13. | 29 aprile 2023    | Guayaquil Bank Cup, Guayaquil                | Terra rossa | Sofia Sewing           | Ana Candiotto Rebeca Pereira                 | 6-1, 6-2            |
| 14. | 24 settembre 2023 | Berkeley Tennis Club Challenge, Berkeley     | Cemento     | María Herazo González  | Elysia Bolton Alexandra Bozovic              | 7-5, 7-5            |
| 15. | 4 novembre 2023   | Topspin Energy Cup, Solarino                 | Sintetico   | Lena Papadakis         | Giorgia Pedone Lisa Pigato                   | 6-3, 3-6, [10-6]    |
| 16. | 3 febbraio 2024   | Indore ITF World Tennis Tournament, Indore   | Cemento     | Lena Papadakis         | Saki Imamura Mana Kawamura                   | 2-6, 6-0, [10-7]    |
| 17. | 24 febbraio 2024  | Women's CDMX-YMCA, Città del Messico         | Cemento     | Jessica Failla         | Thaisa Grana Pedretti María Portillo Ramírez | 3-6, 6-4, [10-8]    |
| 18. | 16 marzo 2024     | Women's Montreal, Montréal                   | Cemento (i) | Alice Robbe            | Ashton Bowers Zuzanna Pawlikowska            | 5-7, 6-3, [10-3]    |
| 19. | 25 maggio 2024    | Città di Grado Tennis Cup, Grado             | Terra rossa | Lena Papadakis         | Yvonne Cavallé Reimers Aurora Zantedeschi    | 6-4, 7-5            |
| 20. | 12 ottobre 2024   | Mysuru ITF Open, Mysore                      | Cemento     | Riya Bhatia            | Akanksha Dileep Nitture Soha Sadiq           | 6-1, 6-1            |
| 21. | 25 gennaio 2025   | Bengaluru Women's, Bengaluru                 | Cemento     | Jessica Failla         | Amina Anšba Elena Pridankina                 | 6-2, 4-6, [10-6]    |
| 22. | 8 marzo 2025      | Torneo Akari, Chihuahua                      | Terra rossa | Jessica Failla         | Elenē Christofē Despoina Papamichaīl         | 6-3, 7-5            |

#### Sconfitte (13)
| Torneo $100.000 (1) |
| Torneo $80.000 (0)  |
| Torneo $60.000 (2)  |
| Torneo $40.000 (1)  |
| Torneo $25.000 (6)  |
| Torneo $15.000 (3)  |

| N.  | Data             | Torneo                                          | Superficie  | Compagna                 | Avversarie in finale                             | Punteggio           |
| 1.  | 3 novembre 2018  | Magic Tours, Monastir                           | Cemento     | Olivia Sonnekus-Williams | Tamara Čurović Eliessa Vanlangendonck            | 0-6, 3-6            |
| 2.  | 20 marzo 2021    | MTA Open Series, Adalia                         | Terra rossa | Park So-hyun             | Han Na-lae Lee So-ra                             | 6–4, 5–7, [4–10]    |
| 3.  | 26 giugno 2021   | Antalya Series, Adalia                          | Terra rossa | Christina Rosca          | Başak Eraydın Amarissa Kiara Tóth                | 6-4, 1-6, [7-10]    |
| 4.  | 30 gennaio 2022  | Confederacao Brasileira de Tenis, Florianópolis | Cemento     | Ingrid Gamarra Martins   | Andrea Gámiz Sofia Sewing                        | 6(2)-7, 4-6         |
| 5.  | 14 maggio 2022   | Osijek Open, Osijek                             | Terra rossa | Ingrid Gamarra Martins   | Mana Kawamura Funa Kozaki                        | 3–6, 6–2, [8–10]    |
| 6.  | 30 luglio 2022   | Dallas Tennis Open, Dallas                      | Cemento     | Jessica Failla           | Marija Koz'reva Veronika Mirošničenko            | 4–6, 7–6(7), [5–10] |
| 7.  | 16 ottobre 2022  | ForteVillage ITF Trophy, Pula                   | Terra rossa | Sapfo Sakellaridi        | Angelica Moratelli Camilla Rosatello             | 7-6(4), 5-7, [5-10] |
| 8.  | 26 maggio 2023   | Carinthian Ladies Lake´s Trophy, Villaco        | Terra rossa | Lena Papadakis           | Jenny Dürst Nika Radišić                         | 2-6, 6(4)-7         |
| 9.  | 1º ottobre 2023  | Central Coast Pro Tennis Open, Templeton        | Cemento     | Jaeda Daniel             | McCartney Kessler Alana Smith                    | 5-7, 4-6            |
| 10. | 22 dicembre 2023 | Nairobi Women's, Nairobi                        | Terra rossa | Lena Papadakis           | Sada Nahimana Angella Okutoyi                    | 4-6, 6-3, [7-10]    |
| 11. | 22 giugno 2024   | Olomouc Open, Olomouc                           | Terra rossa | Lena Papadakis           | Amina Anšba Valentini Grammatikopoulou           | 2-6, 4-6            |
| 12. | 18 gennaio 2025  | ITF Women's Tennis Tournament, Nuova Delhi      | Cemento     | Jessica Failla           | Naiktha Bains Ankita Raina                       | 4-6, 6-3, [8-10]    |
| 13. | 14 giugno 2025   | Engie Open Biarritz Pays Basque, Biarritz       | Terra rossa | Justina Mikulskytė       | Irene Burillo Escorihuela María Portillo Ramírez | 6-4, 1-6, [5-10]    |